# Военная полиция Казахстана

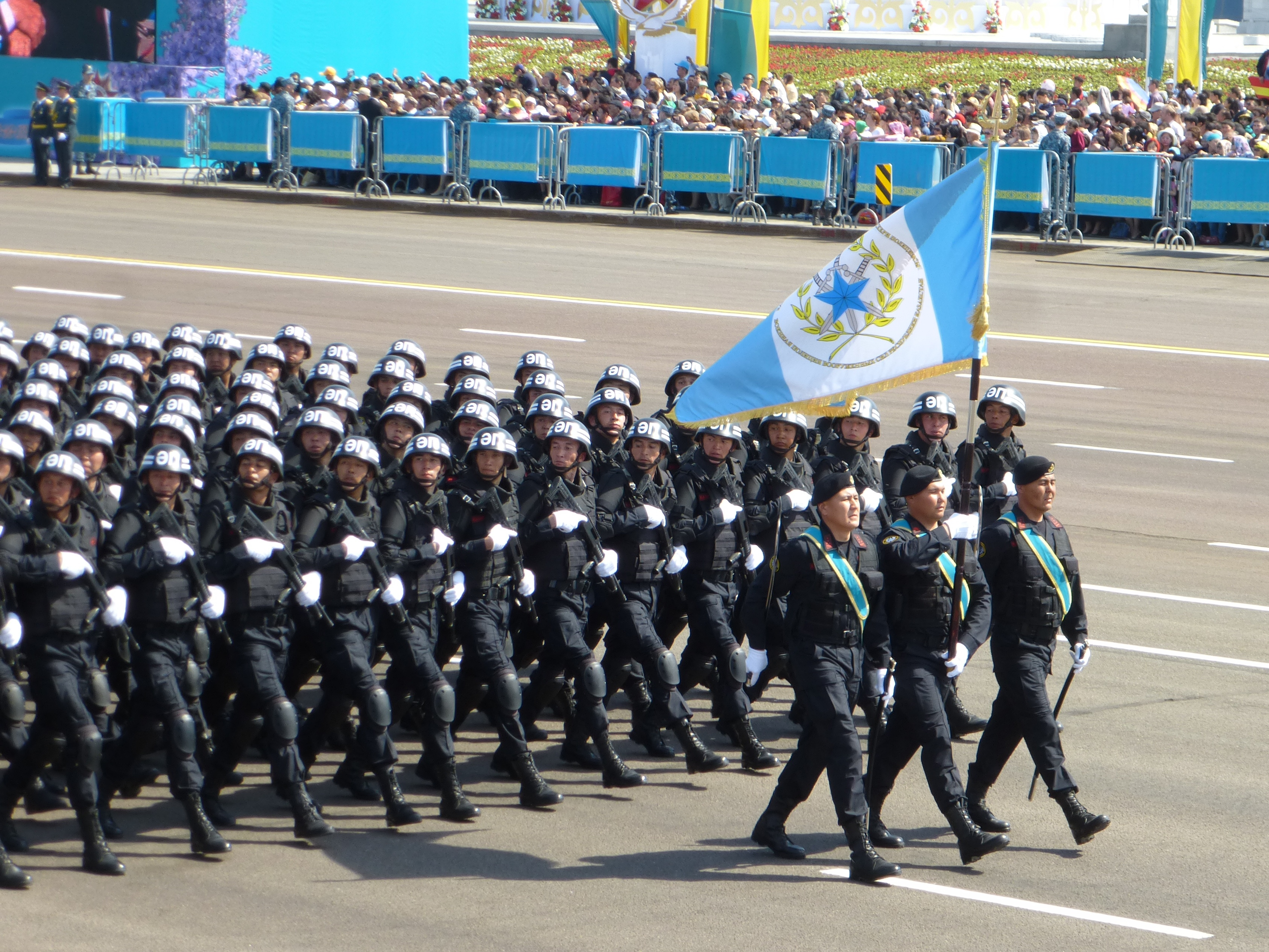
Парадная коробка Военной полиции Вооружённых сил Республики Казахстан.
Астана. 7 мая 2017 года

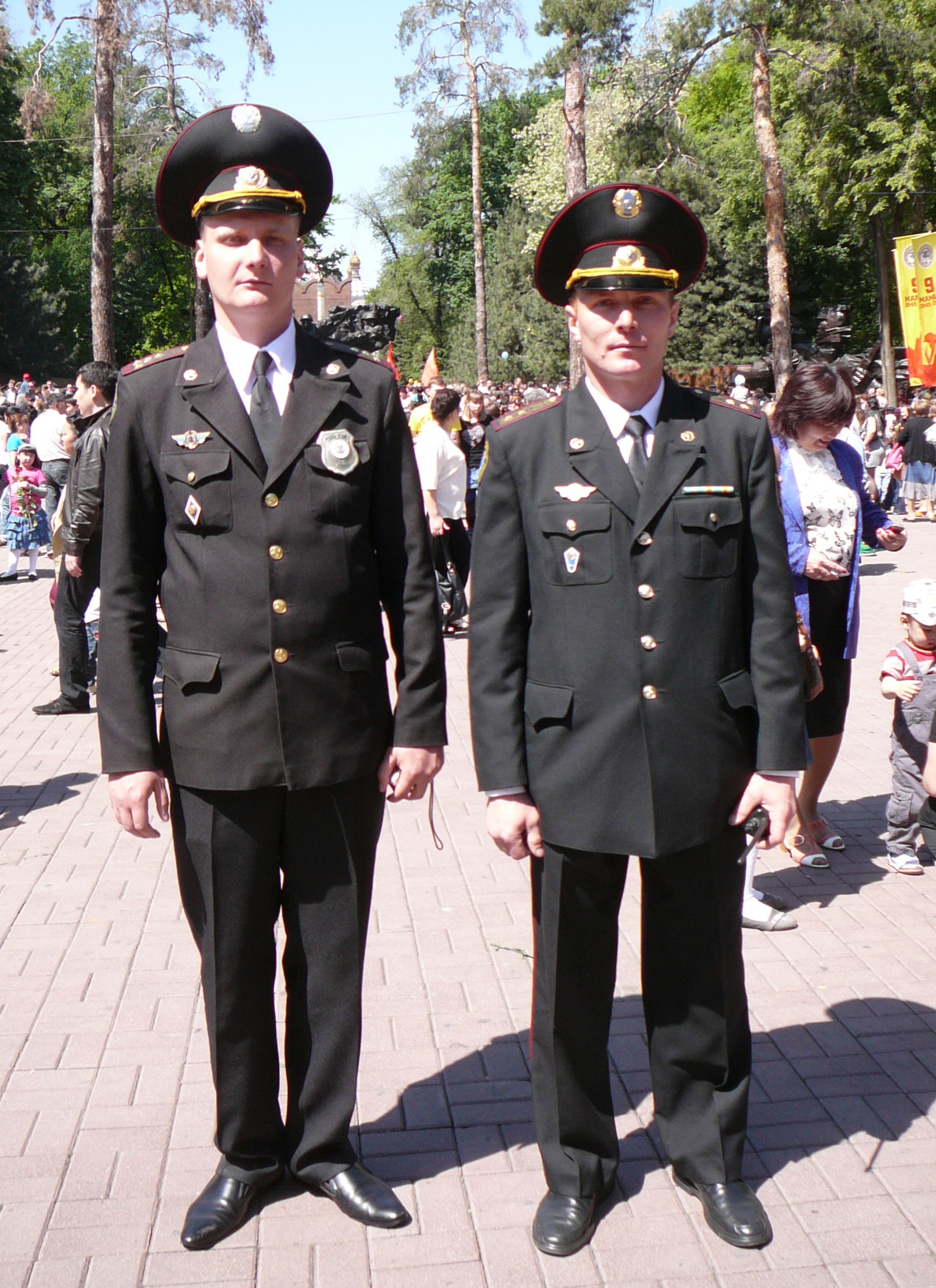
Офицеры Военной полиции Казахстана.
Парадно-повседневная форма чёрного цвета

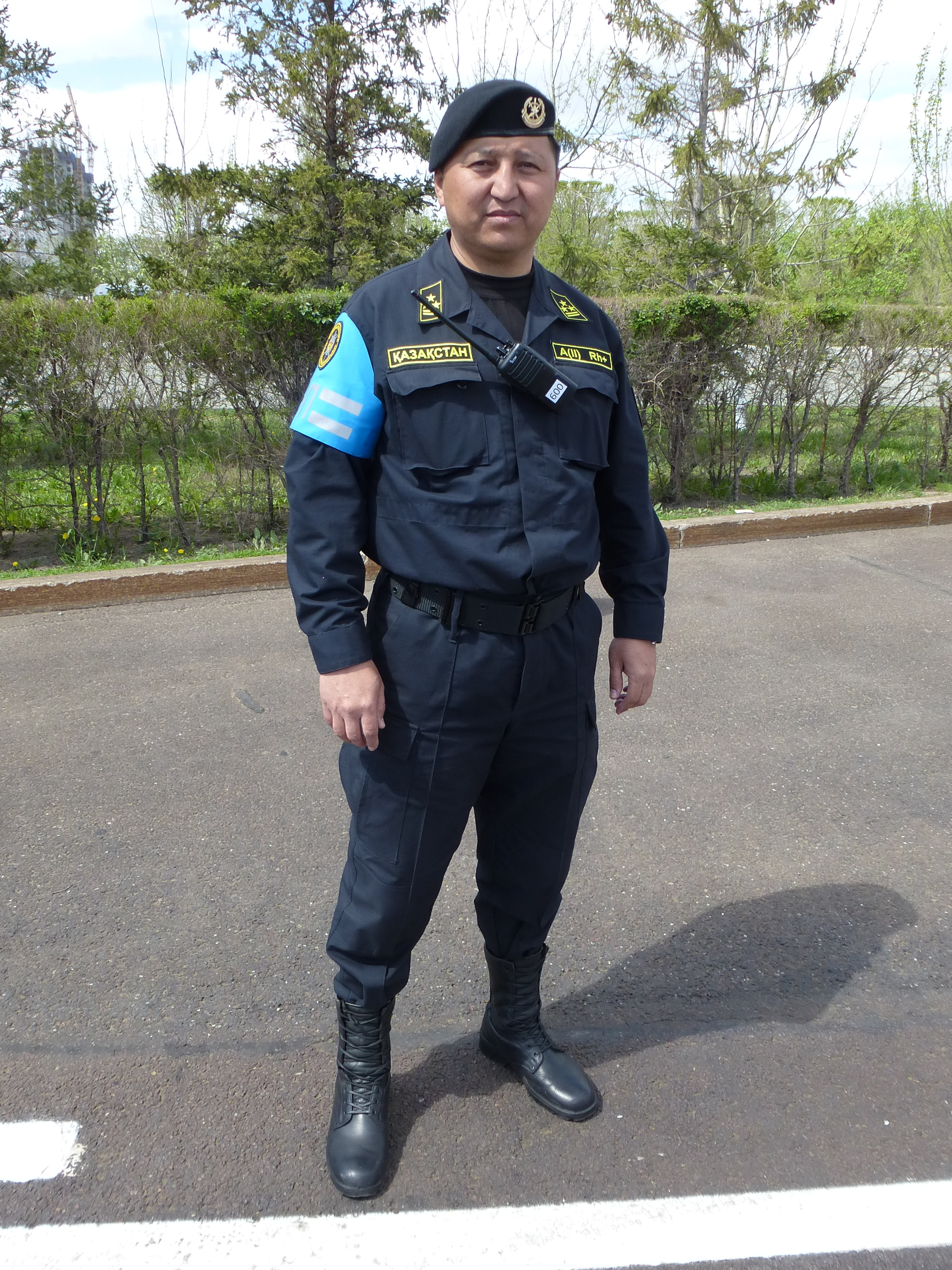
Офицер военной полиции Казахстана в полевой форме.
Звание на петлицах — полковник

Военная полиция Казахстана Вооружённых Сил Республики Казахстан — военная правоохранительная структура в составе Вооружённых сил Республики Казахстан, выполняющая задачи по поддержанию законности и правопорядка в войсках и воинских формированиях.
Кроме Вооружённых сил Казахстана, органы военной полиции также имеются в структурах Министерства внутренних дел и Комитета национальной безопасности.

## История
С 1991 по 1992 годы произошёл раздел Вооружённых сил СССР, в ходе которого в бывших советских республиках появились собственные вооружённые силы. 7 мая 1992 года были созданы Вооружённые силы Республики Казахстан (ВС РК).
Вновь созданные ВС РК, унаследовали от Вооружённых сил СССР, прежнюю систему поддержания правопорядка в войсках, задачи которой выполняли военные комендатуры, комендантские роты и комендантские патрули. За порядком в воинских частях следили и особые отделы, командиры частей и подразделений.
В связи с большим оттоком офицерского состава (в подавляющем большинстве — офицеры славянских национальностей), изъявившего желание служить на своей исторической родине, в ВС РК возник острый кадровый кризис. За период с мая 1992 года по январь 1995 года, отток офицеров достиг показателя в 89% от списочного состава. Укомплектованность офицерами в воинских частях опустилась до 30—60%, что сказалось на падении дисциплины среди военнослужащих.
На общую морально-психологическую ситуацию в ВС РК наложила свой отпечаток сложная экономическая обстановка в стране, из-за перехода на рыночные отношения, которая вызвала массовые задержки с выплатой денежного довольствия и других пособий. В системе государственного управления стали распространённой коррупция. Из-за массовой безработицы произошёл общий рост преступности. В ВС РК он проявлялся как рост числа неуставных взаимоотношений, самовольных оставлений части и дезертирства, хищение военного имущества, превышение власти и т.д..
К началу 1997 года, более 2000 военнослужащих числились как самовольно оставившие воинские части. Все усилия военного руководства навести порядок в вооружённых силах не давали положительных результатов. Поскольку в качестве военных дознавателей привлекались офицеры из воинских частей, которые были вынуждены совмещать выполнение военного дознания с выполнением своих прямых служебных обязанностей, результативность такой работы была низкой. Военно-следственные органы, изначально входившие сначала в систему Государственного следственного комитета (существовал с 1996 по 2006 годы), а затем в состав Министерства внутренних дел, ввиду малочисленности и ограниченного перечня подследственных статей Уголовного кодекса, рассматривали только категории тяжких преступлений и преступлений средней тяжести.
Во второй половине 1990-х годов криминогенная ситуация в ВС РК стала вызывать обеспокоенность у властей страны и требовала принятия соответствующих мер. В начале 1997 года в Министерстве обороны Казахстана было предложено создать в структуре Вооруженных Сил специального воинского подразделения с правоохранительными функциями, предназначенного для обеспечения правопорядка в воинских частях и подразделениях.
22 апреля 1997 года Президент Казахстана Нурсултан Назарбаев подписан Указ № 3465 «О мерах по дальнейшему реформированию системы правоохранительных органов Республики Казахстан», согласно которому была создана военная полиция в структуре Министерства обороны и в структуре Министерства внутренних дел, для обеспечения правопорядка соответственно в Вооруженных Силах и во Внутренних войсках, а также осуществления дознания по воинским преступлениям.
Казахстан создал органы военной полиции, которые на тот исторический момент не имели аналогов на постсоветском пространстве. Основой для создания военной полиции послужили гарнизонные комендатуры и военные автомобильные инспекции (ВАИ). На их базе были сформированы подразделения военной полиции — отряды, дивизионы и отделы. При создании военной полиции был учтён опыт организации военной полиции в Великобритании, США, Сингапура, Малайзии, а также советской военной юриспруденции.
Первоначально на только созданную военную полицию были возложены следующие функции:
- обеспечение безопасности дорожного движения военных транспортных средств;
- патрулирование;
- розыск военнослужащих;
- дознание по воинским преступлениям.

В ходе совершенствования работы органов военной полиции, ей дополнительно поручили следующие задачи:
- контроль над гарнизонными гауптвахтами;
- профилактика коррупционных правонарушений в вооружённых силах;
- обеспечение правопорядка при проведении международных военных учений, визитах иностранных делегаций.

В связи с гуманизацией уголовного законодательства, который заключался в переводе ряда деяний Уголовного кодекса Республики Казахстан в категорию преступлений небольшой и средней тяжести, увеличился перечень статей, подследственных подразделениям дознания и розыска органов военной полиции.
21 февраля 2005 года был издан Закон Республики Казахстан «Об органах военной полиции», который законодательно закрепил основы, принципы и задачи органов военной полиции:
1. обеспечение правопорядка в Вооруженных Силах, других войсках и воинских формированиях Республики Казахстан;
2. профилактика, предупреждение, выявление, пресечение и раскрытие преступлений и правонарушений в пределах компетенции, установленной законами Республики Казахстан;
3. выявление обстоятельств, способствовавших совершению преступлений и правонарушений;
4. производство дознания в пределах компетенции, установленной законами Республики Казахстан;
5. розыск военнослужащих, скрывающихся от органов дознания, следствия и суда, а также самовольно оставивших месторасположение воинских частей;
6. обеспечение безопасности дорожного движения военных транспортных средств;
7. исполнение в предусмотренных законодательством случаях задержания военнослужащих с содержанием на гауптвахте.

По анализу трагических событий в январе 2022 года, 14 марта 2023 года вышла новая редакция Закона Республики Казахстан «Об органах военной полиции». Инициаторами изменения законодательной базы стали депутаты Мажилиса, которые закрепили расширение полномочий военной полиции

## Структура органов военной полиции

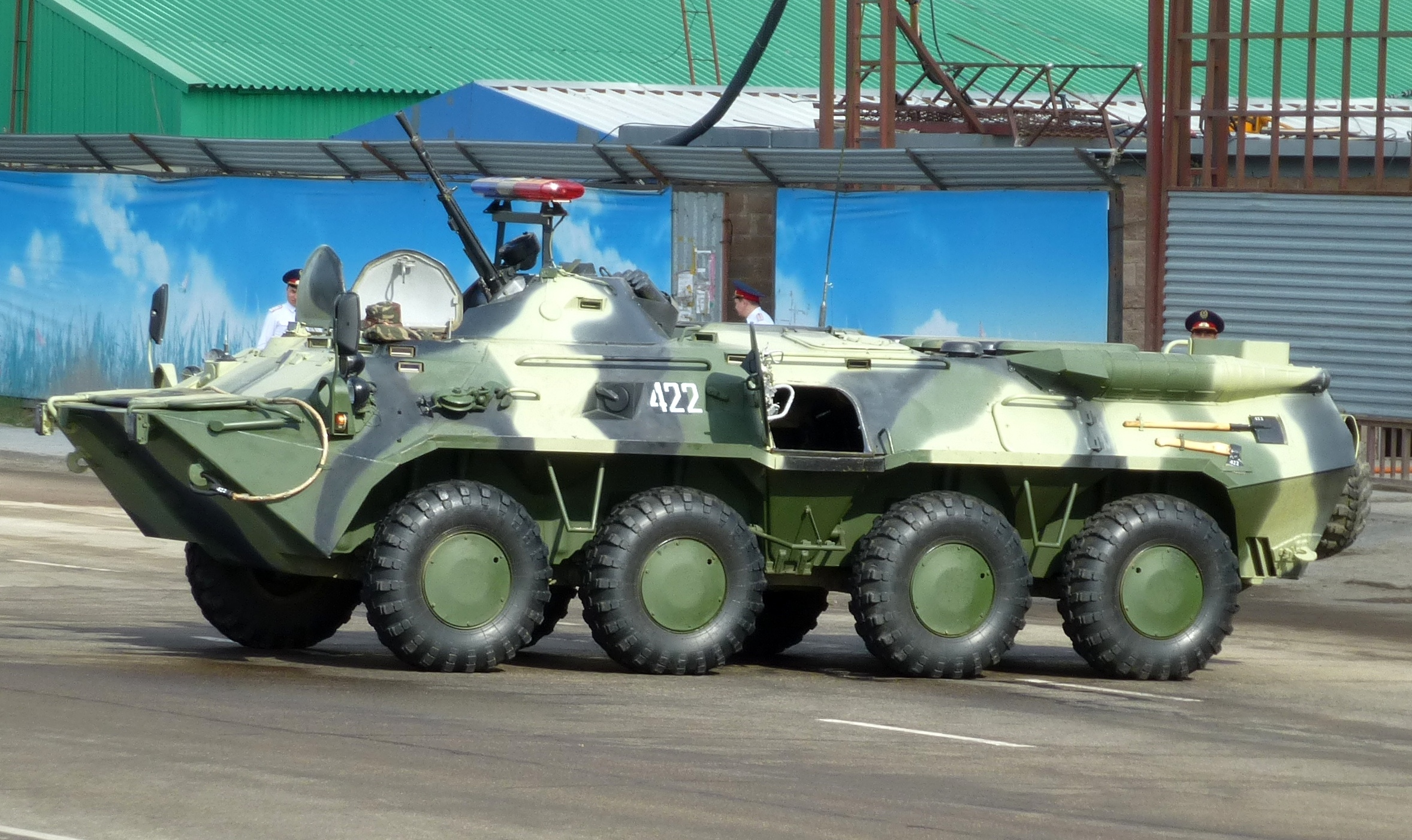
БТР-80 Военной полиции ВС РК

Военная полиция имеется в каждом из силовых ведомств Казахстана:
- Министерство обороны — органы военной полиции Вооружённых сил (воинское подразделение в составе специальных войск);
- Министерство внутренних дел — органы военной полиции Национальной гвардии (структурное подразделение);
- Комитет национальной безопасности — органы военной полиции Комитета национальной безопасности (военное формирование).

Общая координация и общее руководство над органами военной полиции всех ведомств при проведений совместных мероприятий, в зависимости от обстоятельств, осуществляется Службой государственной охраны или Комитетом национальной безопасности. Разработку правил мероприятий и служебных инструкций органам военной полиции всех ведомств осуществляет Министерство обороны.
Согласно статье 19 «Общий состав Вооруженных Сил» Закона Республики Казахстан «Об обороне и Вооруженных Силах Республики Казахстан» от 7 января 2005 года, все воинские формирования Комитета национальной безопасности и воинские формирования Министерства внутренних дел, входят в состав ВС РК с подчинением Министерству обороны. Общее руководство военными полициями всех силовых ведомств, также переходит Министерству обороны.
Военная полиция ВС РК подчиняется непосредственно Министру обороны.
На 2012 год в структуру органов Военной полиции ВС РК, входили 16 территориальных отделов, 4 отделения и Центр подготовки специалистов военной полиции
Военная полиция ВС РК состоит из органов центрального управления и территориальных подразделений:
- Органы центрального управления:

- Главное управление военной полиции Вооруженных Сил Республики Казахстан — г. Астана;
- Отряд военной полиции по обеспечению режима и безопасности Министерства обороны — г. Астана;
- Центр подготовки специалистов военной полиции — г. Астана.

- Территориальные (региональные) подразделения:

- Управление военной полиции Акмолинского регионального гарнизона — г. Астана;
- Отделение военной полиции Костанайского гарнизона — г. Костанай;
- Управление военной полиции Алматинского регионального гарнизона г. Алма-Ата;
- Отдел военной полиции гарнизона Жетысу — г. Талдыкорган;
- Отдел военной полиции гарнизона Қонаев — г. Конаев;
- Отдел военной полиции Сарыозекского гарнизона — село Сарыозек Жетысуской области;
- Управление военной полиции регионального гарнизона Абай — г. Семей;
- Отдел военной полиции Аягозского гарнизона — г. Аягоз Абайской области;
- Отдел военной полиции Усть-Каменогорского гарнизона — г. Усть-Каменогорск;
- Отдел военной полиции Ушаралского гарнизона — г. Ушарал Жетысуской области;
- Управление военной полиции Актауского регионального гарнизона — г. Актау;
- Отдел военной полиции Актюбинского гарнизона — г. Актобе;
- Отдел военной полиции Атырауского гарнизона — г. Атырау;
- Управление военной полиции Карагандинского регионального гарнизона — г. Караганда;
- Отделение военной полиции Балхашского гарнизона — г. Балхаш;
- Управление военной полиции Таразского регионального гарнизона — г. Тараз;
- Отдел военной полиции Гвардейского гарнизона — пгт. Гвардейский Жамбылской области;
- Отдел военной полиции Шымкентского гарнизона — г. Шымкент.

## Начальники Главного управления Военной полиции ВС РК
Полный список начальников Главного управления Военной полиции ВС РК:
- генерал-майор Хакимов Шамиль Рафакович — апрель 1997 — 2004;
- полковник Темирбаев Ерик Асылбекович — 2004 — 2007;
- генерал-майор полиции Тумарбеков Мурат Ахметович — 2007 — август 2009;
- полковник Сагымбеков Талгат — август 2009 — 2011;
- генерал-майор Дандыбаев Тимур Турарович — 2011 — январь 2017;
- полковник Басхожаев Тлеухан Калилаевич — январь — октябрь 2017;
- полковник Лекеров Бауржан Сагатжанович — октябрь 2017 — август 2020;
- полковник Нурымбет Марат Досанович — август 2020 — февраль 2022;
- полковник Кулумбетов Руслан Жаксылыкович — февраль 2022 — наст.время[14].